# Amsoldingen
Amsoldingen est une commune suisse du canton de Berne, située dans l'arrondissement administratif de Thoune au bord du lac homonyme.

Photo aérienne (1952).

## Tourisme
- Le château d'Amsoldingen.

## Monuments et curiosités
L'ancienne collégiale Saint-Maurice fait partie d'un groupe d'églises bâti vers l'an mille près du lac de Thoune et qui s'inspire des modèles architecturaux lombards. Amsoldingen incarna à l'origine le type des basiliques à piliers sans transept avec trois absides et chœur exhaussé sur crypte. Des remaniements tardifs ont été effectués sur la partie orientale avec un clocher coiffé d'un toit en bâtière. À l'extérieur, des lésènes, des arcatures et des niches structurent l'abside.